# Персей (библиотека)
Persée.fr (рус. Персей) — французская электронная библиотека журналов по общественным наукам, созданная в 2005 году при поддержке министерства высшего образования и научных исследований Франции. Библиотека разрабатывается сервисом «UMS 3602 Persée» под управлением Лионского университета, Национального центра научных исследований и Высшей нормальной школы Лиона.
Предоставляет открытый доступ к полумиллиону научных публикаций на французском, английском и многих других языках, включая русский.
Существенная часть документов распространяется под лицензией Creative Commons CC-BY-NC-ND.